# Fixin
Fixin is een gemeente in het Franse departement Côte-d'Or (regio Bourgogne-Franche-Comté) en telt 785 inwoners (1999). De plaats maakt deel uit van het arrondissement Dijon.

## Geografie
De oppervlakte van Fixin bedraagt 10,1 km², de bevolkingsdichtheid is 77,7 inwoners per km².
De onderstaande kaart toont de ligging van Fixin met de belangrijkste infrastructuur en aangrenzende gemeenten.

## Demografie
Onderstaande figuur toont het verloop van het inwonertal (bron: INSEE-tellingen).